# Rochdale-Neutralität
Als Rochdale-Neutralität bezeichnet man den Grundsatz politischer und religiöser Neutralität von Genossenschaften als Mittel zu wirtschaftlicher Selbsthilfe, der von den Redlichen Pionieren von Rochdale geprägt wurde. Sie gelten als ein Bestandteil der Rochdaler Grundsätze.
Das Prinzip der Rochdale-Neutralität entspricht der politisch gemäßigten und auf offene Mitgliedschaft ausgerichteten britischen Genossenschaftstradition. Es hatte, vor allem im Wege der Schrift George Jacob Holyoakes über die Rochdaler Pioniere bedeutende Ausstrahlungswirkung auf die genossenschaftliche Entwicklung in anderen Staaten Europas, namentlich Skandinavien.
Um 1900 wurde das politisch neutrale britische Genossenschaftsmodell allerdings durch das stark politisierte belgische Genossenschaftsmodell herausgefordert, das enge Wechselwirkungen und Synergieeffekte durch Einbindung der Konsumgenossenschaften als Zweig der Arbeiterbewegung anvisierte. (Vorbildwirkung hatte hier etwa der Vooruit (Gent)). Häufig wurden hier wirtschaftliche, politische und Bildungsinstitutionen in enger räumlicher Nachbarschaft angesiedelt (siehe Volksheim). Im Laufe der Zeit stellte sich allerdings die enge Bindung der Konsumgenossenschaften an linke Parteien und Gewerkschaften als politisch und wirtschaftlich riskant heraus (Spaltung des genossenschaftlich ansprechbaren Bevölkerungspotentials, kostspielige Unterstützung von Streiks, Feindseligkeit politischer Gegner etc.). Der Grundsatz der (formellen) Rochdale-Neutralität setzte sich daher um 1930 selbst bei Genossenschaftsbewegungen durch, die de facto ein Naheverhältnis zu bestimmten politischen Gruppierungen der gemäßigten Linken beibehielten.